# زولت ناغي (لاعب كرة قدم)
زولت ناغي (بالمجرية: Nagy Zsolt)‏ هو لاعب كرة قدم مجري، ولد في 23 مارس 1979 في دبرتسن في المجر. لعب مع تشورنومورتس أوديسا ونادي أوليكساندريا ونادي دبرتسني ونادي فاساس.

## وصلات خارجية
- زولت ناغي على موقع اتحاد أوكرانيا (الإنجليزية)
- زولت ناغي على موقع Soccerway.com (الإنجليزية)